# Marek Zając (piłkarz)
Marek Zając (ur. 17 września 1973 w Krakowie) – polski piłkarz, występujący na pozycji obrońcy, trener. W latach 2000–2001 reprezentant Polski.

## Życiorys
W reprezentacji narodowej rozegrał dwa mecze, debiutował 26 stycznia 2000 w przegranym 0:3 meczu z Hiszpanią rozegranym w Kartagenie. Największe sukcesy osiągnął z krakowską Wisłą, z którą zdobył mistrzostwo Polski w 1999 i 2001 oraz Puchar Polski w 2002 i 2003. Od 2004 roku grał w chińskich klubach piłkarskich.
W 2014 został trenerem młodzieży w Shenzhen. Od lipca 2017 do marca 2018 był trenerem hongkońskiego R&F FC, który poprowadził w 15. meczach ligowych (wygrał 5, zremisował 1, przegrał 9).